# Пестово (Шарангский район)
 Пестово  — деревня в Шарангском районе Нижегородской области в составе Большерудкинского сельсовета.

## География
Расположена на расстоянии примерно 7 км на восток по прямой от районного центра посёлка Шаранга.

## История
Известна с 1873 года как починок Пестовский, где было дворов 9 и жителей 127, в 1905 58 и 392, в 1926 (уже деревня Пестово) 70 и 365, в 1950 150 и 506.

## Население
Постоянное население составляло 290 человек (русские 98 %) в 2002 году, 263 в 2010.